# Metriocnemus lobeliae
Metriocnemus lobeliae är en tvåvingeart som beskrevs av Freeman 1956. Metriocnemus lobeliae ingår i släktet Metriocnemus och familjen fjädermyggor.
Artens utbredningsområde är Kenya. Inga underarter finns listade i Catalogue of Life.